# In Concert (Jethro Tull)
In Concert är ett livealbum av Jethro Tull, inspelat av BBC den 8 oktober 1991 på Hammersmith Odeon i London och släppt 1995 av skivbolaget Windsong International Records.

## Låtlista
1. "Minstrel in the Gallery"/"Cross-Eyed Mary" – 4:00
2. "This Is Not Love" – 4:00
3. "Rocks on the Road" – 6:30
4. "Heavy Horses" – 7:33
5. "Tall Thin Girl" – 3:28
6. "Still Loving You" – 4:40
7. "Thick as a Brick" – 7:48
8. "A New Day Yesterday" – 5:45
9. "Blues Jam" (instrumental, trad. arr.: Ian Anderson) – 3:00
10. "Jump Start" – 6:30

## Medverkande
Jethro Tull
- Ian Anderson – sång, flöjt, mandolin, akustisk gitarr, munspel
- Martin Barre – elektrisk gitarr, akustisk gitarr
- Maartin Allcock – keyboard
- Dave Pegg – basgitarr
- Doane Perry – trummor

Produktion
- Pete Ritzema – musikproducent
- Mike Engles – ljudtekniker
- Definition – omslagsdesign
- Martin Webb, Frank Smith – foto